# Vanillaware
Vanillaware (ヴァニラウェア有限会社) es un estudio japonés de desarrollo de videojuegos con sede en Osaka. Se llamaron Puraguru desde 2002 hasta 2004 cuando pasaron a llamarse Vanillaware. Se han especializado en crear juegos con gráficos 2D basados en sprites dibujados a mano, así como en utilizar técnicas de animación avanzadas. Han acaparado buenas críticas y llamado la atención de fanes y medios especializados por igual al adoptar y promover el diseño de juegos en 2D en un mercado dominado por juegos en tres dimensiones. Vanillaware ha desarrollado dos juegos para la PlayStation 2, un juego inédito fuera de Japón para la Nintendo DS , un juego en la plataforma Wii de Nintendo, 2 juegos más en PlayStation 3, 3 en PlayStation vita y 3 en PlayStation 4, siendo su último juego 13 Sentinels: Aegis Rim, que saldrá al mercado occidental el 22 de septiembre, en exclusiva para Ps4. El estudio está conformado por gran parte del equipo de desarrollo de Atlus responsable de Princess Crown para la Sega Saturn en 1997.

## Historia de la empresa
Vanillaware fue fundada en febrero de 2002 por exempleados de Atlus, originalmente con el nombre Puraguru, el equipo inicial incluyó al director de juegos George Kamitani y otros dos, que habían sido parte del equipo de desarrollo de Princess Crown para la Sega Saturn en 1997. En ese entonces, Kamitani estaba trabajando para Square Enix como director de desarrollo para su título de PC Fantasy Earth: Zero, y anteriormente había sido empleado por otras empresas de videojuegos como Capcom, donde trabajó en títulos de arcade como Dungeons & Dragons: Tower of Doom, y Racjin, donde se desempeñó en calidad de sub-contrato. En 2004, la compañía cambió su nombre por el de Vanillaware Ltd., y desde entonces ha hecho un compromiso para producir principalmente videojuegos con gráficas 2D en lugar de los más comunes juegos actuales en 3D. La compañía utiliza conjuntos de herramientas de programación propietarios inspirados en Adobe Flash, así como el proceso de desarrollo gráfico conocido como tebineri o "dibujo a mano", que permite a los artistas crear personajes y entornos mirada que lucen en 3D pero se representan por completo en píxeles bidimensionales.
El primer juego de la compañía completado fue Odin Sphere para PlayStation 2, que fue publicado por Atlus. Aunque el título se terminó en 2006, Atlus retuvo su publicación comercial hasta mayo de 2007, para evitar conflictos de competencia con otro de sus juegos, Shin Megami Tensei: Persona 3. Aun cuando el desarrollo de su segundo proyecto, GrimGrimoire no comenzó hasta después de que se completó Odin Sphere, este último fue lanzado un mes antes que el primero en Japón, y fue publicado por Nippon Ichi Software. En 2009, la compañía había crecido a 21 empleados, y en el mismo año lanzó su primer juego para la consola Wii, Muramasa: The Demon Blade, publicado por Ignition Entertainment. Su asociación con Ignition más tarde produciría Dragon's Crown para PlayStation 3 y PlayStation Vita, un juego que Kamitani había estado promoviendo con las empresas publicadoras desde hace casi 13 años antes de lograr desarrollarlo.

## Juegos desarrollados por Vanillaware
- Sega Saturn
  - Princess Crown - 1997 (como parte de Atlus, inédito fuera de Japón)
- PlayStation 2
  - GrimGrimoire - 2007
  - Odin Sphere - 2008
- Nintendo DS
  - Kumatanchi - 2008 (inédito fuera de Japón)
- Wii
  - Muramasa: The Demon Blade - 2009
- PlayStation Portable
  - Grand Knights History - 2011
- PlayStation 3
  - Dragon's Crown - 2013
  - Odin Sphere Leifthrasir  - 2015
- PlayStation Vita
  - Dragon's Crown - 2013
  - Muramasa Rebirth - 2013
  - Odin Sphere Leifthrasir - 2015
- PlayStation 4
  - Odin Sphere Leifthrasir - 2015
  - Dragon's Crown Pro - 2018
  - 13 Sentinels: Aegis Rim - 2019
- PlayStation 5
  - Unicorn Overlord - 2024
- Xbox Series S/X
  - Unicorn Overlord - 2024
- Nintendo Switch
  - 13 Sentinels: Aegis Rim - 2022
  - Unicorn Overlord - 2024